# Готски законик
Готски законик је био скуп визиготских закона територијалног карактера, који је саставио краљ Хиндасвинт у својој другој години владавине, а објављен је око 654. године након ревизије и допуне коју је урадио његов син Рекесвинт. Такође је познат и као Рекесвинтов кодекс, Књига закона, Liber Iudicum, Liber Gothorum, Fori Iudicum, Forum Iudicum y Forum Iudiciorum. Овај законик су допуњавали и краљеви Вамба, Ервиг, Егика, а вероватно и Витица. Овим закоником су се коначно укинуле традиције постојања два различита закона, за Хиспаноромане и Визиготе. Поданици Визиготске краљевине престали су да се деле на Римљане (лат. romani) и Готе (лат. gothi) и постали су Хиспанци (лат. hispani). Према традицији, до тада су се на Визиготе примењивали закони сакупљени 475. године у Еуриковом кодексу (лат. Codex Euricianus), а на Хиспаноромане римско право, који је 506. године објединио Аларик II у Алариковом бревијару (лат. Breviarium Alaricianum).
Овај законик је дуго био на снази и у оптицају; у 10. веку у Галицији монашки записи спомињу овај законик којим су се уређивали породични односи и политички живот, наслеђе, заштита права удовица и сирочади. Ови закони су комбиновани са црквеним канонима и имају веома јак теократски карактер. Године 1241. преведен је са латинског на кастиљански језик уз одређене модификације према наређењу краља Фернанда III од Кастиље који га је потом предао као локални законик одређеним деловима Иберијског полуострва под именом Праведни фуеро (шп. Fuero Juzgo).
Маври су задржали овај Законик, пошто је хришћанима било дозвољено да користе сопствене законе у стварима које се нису директно дотицале освајача, као што је регуларно плаћање пореза. Може се рећи да је овај Законик био легални ауторитет хришћанских магистрата у Хиспанији под маварском влашћу. Када је Фернандо III од Кастиље заузео Кордобу у 13. веку, наредио је да се овај Законик преведе на кастиљански, а каталонски превод овог законика је најстарији нађени документ писан на овом језику.